# Batalla de Zorndorf
Batalla de Zorndorf, durant la Guerra dels Set Anys, es va lliurar el 25 d'agost de 1758 entre les tropes russes comandades pel comte William Fermor i un exèrcit prussià comandat pel rei Frederic el Gran. La batalla va ser tàcticament no concloent, amb els dos exèrcits mantenint el seu terreny i reclamant la victòria. El lloc de la batalla va ser el poble prussià de Zorndorf (ara Sarbinowo, Polònia) i fou una de les batalles més sagnants d'aquella guerra.
Assetjà el general rus Fermor la plaça de Küstrin, mentre Frederic II, que es trobava a la Baixa Silèsia, es dirigia contra ell a marxes forçades. El 20 d'agost de 1758 arribava el monarca prussià a Frankfurt de l'Oder, des d'on va poder sentir l'estampit dels canons russos que destruïen aquella plaça, i dos dies després s'unia amb el general Dohna a Gorgast, al sud-oest de Küstrin. Després de desorientar amb els seus preparatius a Fermor, fent-li creure que es proposava passar el riu al costat de la plaça, va efectuar una marxa nocturna, passant-ho sense cap contratemps per davant de Güstcliese, 30 kms. més avall, i el 24 acampava a Damietzel, enfront dels russos, que es van afanyar a aixecar el lloc i li van presentar batalla darrere del rierol pantanós Mietzel. Fermor esperava ser atacat per el nord, i en aquest supòsit la posició estava molt ben triada; però Frederic la va envoltar, presentant-se pel sud-est obligant als seus contraris a canviar de front, de manera que li va quedar el pantà a la seva esquena, tallant-los la retirada. Els russos sumaven 50.000 homes, mentre que els prussians amb prou feines arribaven a 32.000. La batalla va començar a l'alba del 25, avançant-se els prussians en direcció a Wilkersdorf i Zorndorf. L'ala dreta dels russos, que es recolzava en un barranc, va ser la que va patir el primer xoc dels adversaris, preparat pel foc de 60 peces d'artilleria. Sota la seva protecció, l'ala esquerra prussiana va avançar amb resolució, però escombrada per un foc destructor de l'artilleria russa, va flaquejar i, encara que formada gairebé tota de veterans, va fugir en desordre, dispersant-se per la plana. Els russos, en veure's tan fàcilment vencedors, van prorrompre amb crits de alegria, llançant-se infants i genets fora de les seves posicions, en persecució dels fugitius.
Per salvar-los, va donar Seydlitz una càrrega, caient sobre el flanc dret dels russos amb 5 esquadrons de coracers i 18 d'hússars, que van posar en fugida a la cavalleria moscovita i la van perseguir amb ardor. Mentrestant, una altra càrrega de 3 esquadrons de la guàrdia i 5 de gendarmes va contenir á la infanteria, però no va aconseguir desbaratar-la, doncs aquella es va defensar amb tenacitat, i es va mantenir ferma. En veure el desastre de l'ala esquerra, el príncep d'Anhalt va llançar altres 25 esquadrons de dracs sobre la infanteria russa, entaulant-se una aferrissada lluita cos a cos, que no va cessar fins que Seydlitz, refent els seus esquadrons, va caure amb ells sobre els batallons enemics, que ja començaven a vacil·lar, i van fugir en desordre, retirant-se Fermor, amb les forces que pogué reunir, á traves del Mietzel.
Quedava, però, intacta l'ala esquerra russa, manada per Braun, que enmig d'aquella desbandada es mantenia obstinadament al seu lloc. Després d'un breu descans d'una hora, la va envestir Frederic amb la seva ala dreta, tractant de dar temps a que es refés la malmesa esquerra; però no hi va haver lloc, perquè el general rus va llançar la seva cavalleria contra aquells regiments desmoralitzats i a mig formar, que no van poder resistir el furiós atac i es van dispersar una altra vegada. L'ala dreta prussiana, mentrestant, rebutjant una càrrega dels cosacs, atacava amb força els seus contraris que se sostenien també amb estoica fermesa. Per protegir les restes de l'ala esquerra va donar llavors Seydlitz, al capdavant de 61 esquadrons, una brillant càrrega, amb tant ímpetu, que no només va espantar a la cavalleria russa, sinó que va travessar com un llamp la massa imponent de la infanteria, obrint-hi un ample esvoranc, pel qual la van seguir alguns batallons prussians.
Un vigorós atac dels regiments brandeburgesos, recolzat per l'artilleria, va posar fi a la resistència dels russos i al capvespre la victòria dels prussians era indiscutible. Tan fatigats estaven aquests d'aquella lluita titànica que no van perseguir als vençuts. Les baixes dels russos van arribar a 20.000, entre morts, ferits i presoners. La seva derrota havia estat tan completa, que Frederic, veient-se lliure de tot perill per aquesta part, va poder dirigir-se una altra vegada contra els austríacs, travessant Saxònia, on la mudable fortuna li deparava la batalla de Hochkirch.